# Deutsche Volleyball-Bundesliga 1983/84 (Frauen)
Die Saison 1983/84 der Volleyball-Bundesliga war die achte Ausgabe dieses Wettbewerbs. Der SV Lohhof konnte seinen Titel aus dem Vorjahr verteidigen und wurde zum dritten Mal Deutscher Meister. Berlin und Darmstadt mussten absteigen, Godesberg zog sich nach der Saison zurück.

## Mannschaften
In dieser Saison spielten zehn Mannschaften in der Bundesliga:
- TG Viktoria Augsburg
- SG/JDZ Feuerbach
- Godesberger TV
- SV Lohhof
- USC Münster
- VfL Oythe
- Orplid Darmstadt
- TSV Rudow Berlin
- TuS Stuttgart
- TSV Vilsbiburg

Als Titelverteidiger trat der SV Lohhof an. Aufsteiger waren der TSV Rudow Berlin, TG Viktoria Augsburg und Orplid Darmstadt.

## Tabelle Hauptrunde
|     | Verein        | Punkte | Sätze |
| --- | ------------- | ------ | ----- |
| 1.  | Lohhof (M,P)  | 32:4   | 51:12 |
| 2.  | Oythe         | 30:6   | 49:14 |
| 3.  | Münster       | 30:6   | 48:14 |
| 4.  | Augsburg (N)  | 24:12  | 41:30 |
| 5.  | Feuerbach     | 22:14  | 37:27 |
| 6.  | Vilsbiburg    | 12:24  | 28:44 |
| 7.  | Stuttgart     | 12:24  | 23:43 |
| 8.  | Godesberg     | 8:28   | 22:49 |
| 9.  | Berlin (N)    | 6:30   | 15:47 |
| 10. | Darmstadt (N) | 4:32   | 16:50 |

## Tabelle Endrunde
Die vier bestplatzierten Mannschaften der Hauptrunde bestritten die Endrunde. Die in der Hauptrunde erzielten Punkte wurden in die Endrunde mitgenommen.
|    | Verein       | Punkte | Sätze |
| -- | ------------ | ------ | ----- |
| 1. | Lohhof (M,P) | 42:6   | 67:21 |
| 2. | Münster      | 38:10  | 62:23 |
| 3. | Oythe        | 36:12  | 62:27 |
| 4. | Augsburg     | 24:24  | 47:48 |

|     | Absteiger in die 2. Bundesliga bzw. Rückzug |
| (M) | Meister der Vorsaison                       |
| (P) | Pokalsieger der Vorsaison                   |
| (N) | Aufsteiger aus der 2. Bundesliga            |